# Toxorhina grahami
Toxorhina grahami är en tvåvingeart. Toxorhina grahami ingår i släktet Toxorhina och familjen småharkrankar.

## Underarter
Arten delas in i följande underarter:
- T. g. acutapex
- T. g. grahami